# Ravenfield (computerspel)
Ravenfield is een first-person schietspel ontwikkeld door de Zweedse programmeur Johan Hassel, die het pseudoniem SteelRaven7 gebruikt. Het werd in eigen beheer uitgebracht op het Steam-platform op 18 mei 2017 als een titel voor vroegtijdige toegang voor Windows, macOS en Linux.

## Gameplay
Het computerspel bevat ragdoll-achtige fysica, een soort procedurele animatie, met veel opties om gebruikers de mogelijkheid te geven om de KI (of AI) te besturen, inclusief een gevechtsplan, en vele andere spelfactoren zoals het aantal AI in het spel. Ravenfield bestaat uit meerdere teamspelmodi die draaien om het veroveren van gebieden op de kaart en het behalen van punten door leden van het vijandige team te doden. Het spel is geïnspireerd op andere multiplayer first-person shooter-games zoals de Battlefield-serie en Call of Duty-serie. Modificaties in het spel worden ondersteund via de Steam Workshop, waarbij gemeenschapsleden hun eigen kaarten, wapens, voertuigen en bijbehorende kennis ontwerpen. Een tweede modus, genaamd Conquest (Verovering in het Nederlands), combineert de reeds bestaande elementen van grootschalige gevechten met turn-based strategie, vergelijkbaar met de Galactic Conquest-modus die te zien is in Star Wars: Battlefront II. Spelniveaus worden weergegeven door tegels op de kaart en elke tegel kan maximaal drie bataljons bevatten. Het doel van de veroveringsmodus is om het hoofdkwartier van het andere team te veroveren.

## Plot
Hoewel Ravenfield op zich geen plot heeft, hintte de maker van het spel tijdens het Halloween-evenement van 2019 op de mogelijkheid van een onderliggend plot in de game. In juli 2020 is er een update uitgebracht waarin de Spec Ops-spelmodus is herzien. Het introduceerde ook de eerstgenoemde personages, het TALON-team. Het TALON-team is een speciale eenheid van vier man in het Eagle-leger. Later in december 2020 werden er twee nieuwe personages toegevoegd: The Advisor, een tweede bevelhebber van het personage van de speler, en EYES, een verkenningsspecialist die TALON helpt bij het ontwijken van vijandelijke patrouilles en locatiedoelen.